# بيدرو أندرادي
بيدرو أندرادي (بالبرتغالية: Pedro Andrade‏) هو عارض وصحفي برازيلي، ولد في 14 أبريل 1979 في ريو دي جانيرو في البرازيل.

## وصلات خارجية
- بيدرو أندرادي على موقع IMDb (الإنجليزية)
- بيدرو أندرادي على موقع قاعدة بيانات الفيلم (الإنجليزية)